# Droga wojewódzka nr 264
Droga wojewódzka nr 264 (DW264) – droga wojewódzka we wschodniej części woj. wielkopolskiego o długości około 23 km łącząca Sławoszewek z Koninem. Droga przebiega przez teren powiatu konińskiego (gminy: Kleczew, Kazimierz Biskupi, miejska Konin) oraz przez teren Konińskiego Zagłębia Węgla Brunatnego, gdzie znajdują się kopalnie odkrywkowe węgla brunatnego.

## Dopuszczalny nacisk na oś
Na całej długości drogi wojewódzkiej nr 264 dopuszczalny jest ruch pojazdów o nacisku pojedynczej osi do 10 ton.

## Miejscowości leżące przy trasie DW264
- Sławoszewek
- Kleczew
- Kazimierz Biskupi
- Władzimirów
- Wieruszew
- Wola Łaszczowa
- Posada
- Konin (DK25, DK92)